# Lettische Badmintonmeisterschaft 1976
Die Lettische Badmintonmeisterschaft 1976 fand in Valmiera statt. Es war die 13. Auflage der nationalen Titelkämpfe von Lettland im Badminton, zu dieser Zeit noch als Meisterschaft der Sowjetrepublik.

## Titelträger
| Disziplin    | Sieger                           |
| ------------ | -------------------------------- |
| Herreneinzel | Māris Preinbergs                 |
| Dameneinzel  | Gundega Grīnuma                  |
| Herrendoppel | Māris Preinbergs Jānis Trops     |
| Damendoppel  | Gundega Grīnuma Anna Šlika       |
| Mixed        | Māris Preinbergs Gundega Grīnuma |